# تسجيل الوصول
تسجيل الوصول أو التسجيل (بالإنكليزية: check-in) هي عملية يعلن فيها الناس وصولهم لدى فندق، مطار أو منفذ بحري.

## المطارات
تسمح خدمة تسجيل الوصول للركاب بتسجيل الأمتعة إلى الطائرة والحصول على بطاقة صعود. حيث يقدم المسافر إلى شباك تسجيل الوصول المتطلبات اللازمة لأحقية السفر، كتذكرة السفر، التأشيرة، أو بالوسائل الإلكترونية. كل شركة طيران تتيح منشئات للركاب لتسجيل حقائبهم، ماعدا الحقائب المحمولة، وذلك بمعونة موظف تابع لشركة الطيران في مكتب التسجيل أو وكيل، أو كشك الخدمة الذاتية. توزن الأمتعة وتؤشر، ومن ثم تضع على ناقل لينقلها لنظام الأمتعة الرئيس. من ثم تذهب الأمتعة إلى عنبر الشحن الخاص بالطائرة. ومن ثم يعطي موظفو التسجيل كل راكب بطاقة صعود.
هناك اتجاه متزايد نحو تسجيل الوصول بعملية سهلة، حيث يقوم المسافرون بتخطي أو تقليل الوقت في الاصطفاف في طوابير شباك تسجيل الدخول، يتم ذلك حيث يقوم المسافرون بالتسجيل على الإنترنت قبل أن يصلوا للمطار، أو باستخدام كشك الخدمة الذاتية لشركة الطيران في المطار.
العديد من شركات الطيران لديها مدة زمنية محددة لتسجيل الوصول لكل طائرة، هذا يسمح للشركة الجوية أن توفر مقاعد شاغرة للمسافرين البديلين.
المسافرين يجب أن يأخذوا بحسبانهم أن الوقت المتطلب لاجتياز مكاتب تسجيل الوصول واجتياز الفحص الأمني والمشي للطائرة (في بعض الأحيان ركوب) من مكاتب تسجيل الوصول إلى منطقة المغادرة. قد يتطلب ذلك عدة ساعات في بعض المطارات أو بعض الأوقات في السنة.
في الرحلات الدولية، سيتطلب المزيد من الوقت وذلك لأجل إنهاء اجراءات الهجرة والجمارك.

## الفنادق

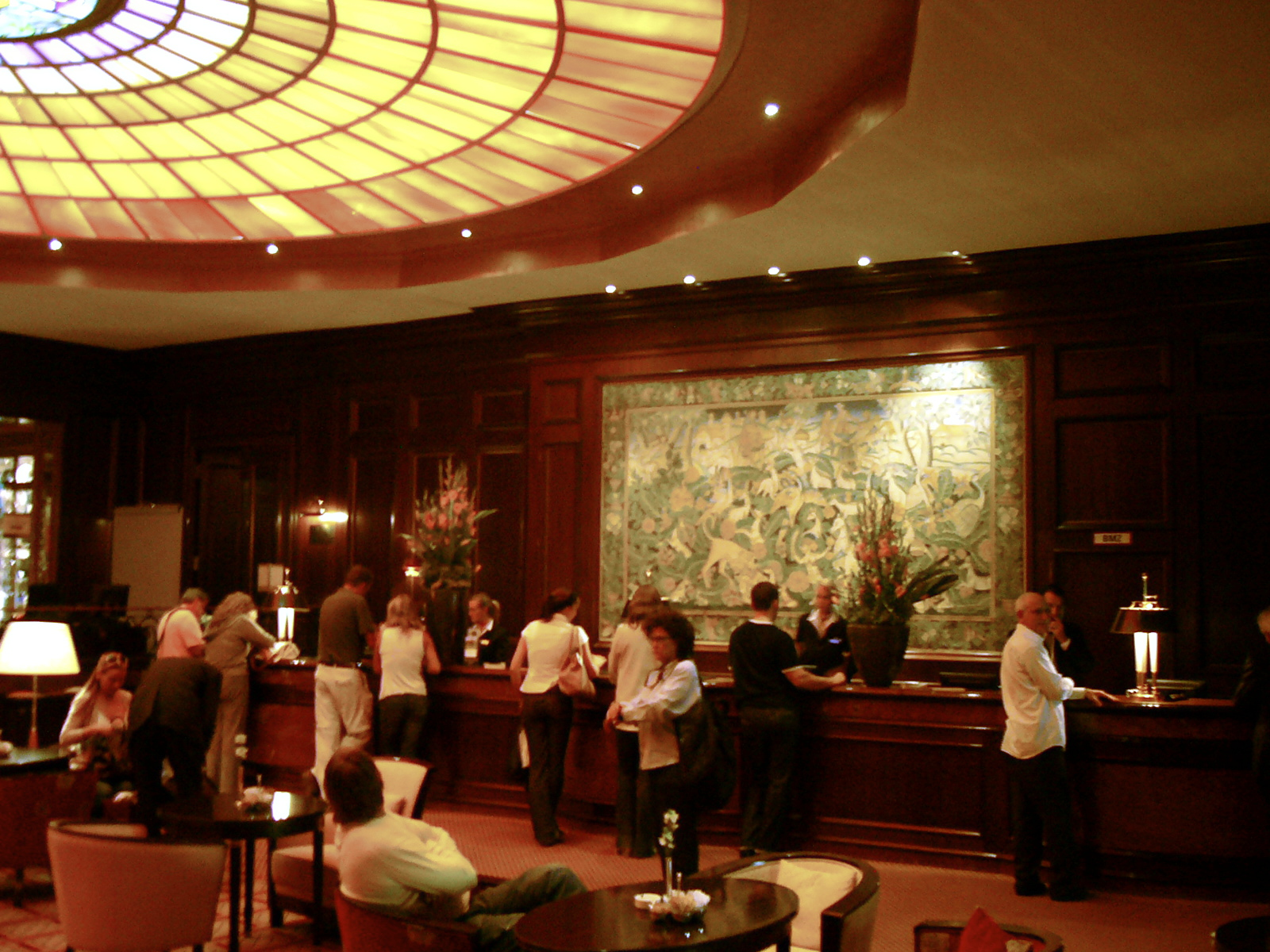
تسجيل الوصول في فندق كمبينسكي

في الفنادق، أو انشاءات شبيهة يجب على الزائرين تسجيل الوصول، ويقوم الزائرون بتوفير أو تأكيد معلوماتهم والتوقيع الشخصي. وربما يجب على الزائرين إعطاء وثائق الهوية، جواز السفر، أو رخصة القيادة وذلك لأجل ان يقوم الفندق بعمل نسخ لهذه السجلات. قد تطلب الفنادق بطاقة ائتمان لضمان تغطية أي مصاريف محتملة، كخدمة الغرف ولتسهل دفع سلس وسريع في نهاية المكوث.
في نهاية تسجيل اجراءات الوصول سوف يعطي موظفي الإستقبال الزائرين مفتاح الغرفة.